# Seznam dílů seriálu To já ne
Toto je seznam dílů seriálu To já ne. Americká sitcom To já ne byl premiérově vysílán od 17. ledna 2014 do 16. října 2015 na stanici Disney Channel.

## Přehled řad
| Řada | Díly | Premiéra v USA | Premiéra v USA   | Premiéra v ČR   | Premiéra v ČR   |
| Řada | Díly | První díl      | Poslední díl     | První díl       | Poslední díl    |
| ---- | ---- | -------------- | ---------------- | --------------- | --------------- |
| 1    | 20   | 17. ledna 2014 | 7. prosince 2014 | 21. června 2014 | 21. února 2015  |
| 2    | 19   | 15. února 2015 | 16. října 2015   | 14. června 2015 | 18. června 2016 |

## Seznam dílů

### První řada (2014)
| Č. v seriálu | Č. v řadě | Název                                | Režie          | Scénář                                | Premiéra v USA    | Premiéra v ČR      | Prod. kód |
| ------------ | --------- | ------------------------------------ | -------------- | ------------------------------------- | ----------------- | ------------------ | --------- |
| 1            | 1         | Pilot                                | Bruce Leddy    | Tod Himmel, Josh Silverstein          | 17. ledna 2014    | 21. června 2014    | 101       |
| 2            | 2         | Fireman Freddy's Spaghetti Station   | Bruce Leddy    | Tod Himmel                            | 26. ledna 2014    | 22. června 2014    | 104       |
| 3            | 3         | The New Guy                          | Bruce Leddy    | Rob Lotterstein                       | 9. února 2014     | 28. června 2014    | 103       |
| 4            | 4         | Dear High School Self                | Bruce Leddy    | Judd Pillot                           | 16. února 2014    | 5. července 2014   | 102       |
| 5            | 5         | If It Tastes Like a Brussels Sprout  | Bruce Leddy    | Alessia Costantini                    | 9. března 2014    | 19. července 2014  | 106       |
| 6            | 6         | Lindylicious                         | Bruce Leddy    | Sarah J. Cunningham, Suzie V. Freeman | 16. března 2014   | 12. července 2014  | 105       |
| 7            | 7         | Snow Problem                         | Bruce Leddy    | Rob Lotterstein                       | 6. dubna 2014     | 17. srpna 2014     | 107       |
| 8            | 8         | Dance Fever                          | Bruce Leddy    | Todd Himmel                           | 13. dubna 2014    | 26. července 2014  | 111       |
| 9            | 9         | Now Museum, Now You Don't            | Bruce Leddy    | Sarah J. Cunningham, Suzie V. Freeman | 4. května 2014    | 14. září 2014      | 108       |
| 10           | 10        | In the Doghouse With the White House | Joel Zwick     | Rob Lotterstein                       | 22. června 2014   | 21. září 2014      | 115       |
| 11           | 11        | Phone Challenge                      | Bruce Leddy    | Josh Silverstein                      | 29. června 2014   | 28. září 2014      | 109       |
| 12           | 12        | Twin It to Win It                    | Bruce Leddy    | Josh Silverstein                      | 13. července 2014 | 17. listopadu 2014 | 110       |
| 13           | 13        | Earth Boys Are Icky                  | Lynn McCracken | Josh Silverstein                      | 27. července 2014 | 21. listopadu 2014 | 119       |
| 14           | 14        | Lindy Nose Best                      | Bruce Leddy    | Judd Pillot                           | 10. srpna 2014    | 18. listopadu 2014 | 112       |
| 15           | 15        | Ball or Nothing                      | Joel Zwick     | Tod Himmel                            | 24. srpna 2014    | 19. listopadu 2014 | 118       |
| 16           | 16        | Logan’s Run                          | Bruce Leddy    | Sasha Stroman                         | 21. září 2014     | 20. listopadu 2014 | 113       |
| 17           | 17        | Bad News                             | Joel Zwick     | Darin Henry                           | 28. září 2014     | 7. února 2015      | 117       |
| 18           | 18        | Next of Pumpkin                      | Judd Pillot    | Judd Pillot                           | 5. října 2014     | 14. února 2015     | 120       |
| 19           | 19        | Bicycle Thief                        | Joel Zwick     | Eddie Quintana                        | 2. listopadu 2014 | 21. února 2015     | 116       |
| 20           | 20        | Merry Miss Sis                       | Joel Zwick     | Sarah J. Cunningham, Suzie V. Freeman | 7. prosince 2014  | 15. prosince 2014  | 114       |

### Druhá řada (2015)
| Č. v seriálu | Č. v řadě | Název                                            | Český název                             | Režie               | Scénář                           | Premiéra v USA    | Premiéra v ČR      | Prod. kód |
| ------------ | --------- | ------------------------------------------------ | --------------------------------------- | ------------------- | -------------------------------- | ----------------- | ------------------ | --------- |
| 21           | 1         | Slumber Partay!                                  | Holčičí Mejdan!                         | Jody Margolin Hahn  | Phil Baker                       | 15. února 2015    | 14. června 2015    | 201       |
| 22           | 2         | The Not-So-Secret Lives of Mosquitoes & Muskrats | Ne zas tak tajný život Komárů a Ondater | Jody Margolin Hahn  | Tom Palmer                       | 1. března 2015    | 21. června 2015    | 202       |
| 23           | 3         | Lindy Goes to the Dogs                           | Lidy pečuje o psi                       | Bob Koherr          | Jeannette Collins                | 8. března 2015    | 28. června 2015    | 203       |
| 24           | 4         | Lindy & Logan Get Psyched!                       | Lindy a Logan v péči Psychologa!        | Bob Koherr          | Erika Kaestle, Patrick McCarthy  | 15. března 2015   | 2. listopadu 2015  | 204       |
| 25           | 5         | Dog Date Afternoon                               | Psí rande                               | Bob Koherr          | Tom Palmer                       | 22. března 2015   | 4. listopadu 2015  | 206       |
| 26           | 6         | Logan Finds Out!                                 | Loganovo odhalení!                      | Bob Koherr          | Jim Gerkin                       | 29. března 2015   | 3. listopadu 2015  | 205       |
| 27           | 7         | Food Fight                                       | Kritika Jídla                           | Jody Margonlin Hahn | Michael Fitzpatrick              | 8. dubna 2015     | 6. listopadu 2015  | 208       |
| 28           | 8         | Stevie Likes Lindy                               | Steviemu se líbí Lindy                  | Bob Koherr          | Phil Baker                       | 19. dubna 2015    | 5. listopadu 2015  | 207       |
| 29           | 9         | Falling for... Who?                              | Do koho se zamiluje                     | Jody Margolin Hahn  | Erika Kaestle, Patrick McCarthy  | 31. května 2015   | 9. listopadu 2015  | 209       |
| 30           | 10        | Lindy and Logan's Brrrrthday!                    | Lidiny a Loganovy narrrrozeniny!        | Erika Kaestle       | Jim Gerkin                       | 7. června 2015    | 10. listopadu 2015 | 210       |
| 31           | 11        | Cheer Up Girls                                   | Fandíme Holkám                          | Neal Israel         | Jeannette Collins, Mimi Friedman | 21. června 2015   | 12. listopadu 2015 | 212       |
| 32           | 12        | Lindy in the Middle                              | Lindy dohazovačka                       | Jon Rosenbaum       | Erinne Dobson                    | 10. července 2015 | 11. listopadu 2015 | 211       |
| 33           | 13        | Elementary, My Dear Watson                       | Jednoduché, můj drahý Watsone           | Jean Sagal          | Tom Palmer                       | 24. července 2015 | 13. listopadu 2015 | 213       |
| 34           | 14        | Lindy Breaks Garrett                             | Garettova proměna                       | Bob Koherr          | Tom Palmer                       | 7. srpna 2015     | 28. května 2016    | 214       |
| 35           | 15        | Doggie Daddy                                     | Psí táta                                | Bob Koherr          | Erika Kaestle Patrick McCarthy   | 14. srpna 2015    | 29. května 2016    | 215       |
| 36           | 16        | Drum Beats, Heart Beats                          | Srdce i bubny bijící                    | Bob Koherr          | Phil Baker                       | 11. září 2015     | 4. června 2016     | 216       |
| 37           | 17        | The Doctor Is In                                 | Doktor je v kurzu                       | Erika Kaestle       | Jim Gerkin                       | 18. září 2015     | 11. června 2016    | 217       |
| 38           | 18        | Bite Club                                        | nebylo vysíláno                         | Bob Koherr          | Jeanette Collins Mimi Friedman   | 2. října 2015     | nebylo vysíláno    | 218       |
| 39           | 19        | The Rescuers                                     | Zachránci                               | Bob Koherr          | Phil Baker                       | 16. října 2015    | 18. června 2016    | 219       |